# Бернд Патцке
Бернд Патцке (нім. Bernd Patzke, нар. 14 березня 1943, Берлін) — західнонімецький футболіст, що грав на позиції захисника. У складі збірної ФРН став срібним, а потім і бронзовим призером чемпіонату світу. По завершенні ігрової кар'єри — тренер.

## Клубна кар'єра
Розпочав займатись футболом у клубі «Мінерва 93» (Берлін), але на дорослому футболі дебютував за кордоном, 1962 року виступами за команду «Стандард» (Льєж), в якій провів два сезони, взявши участь у 54 матчах чемпіонату і у першому сезоні виборов титул чемпіона Бельгії.
1964 року повернувся до ФРН, ставши гравцем клубу «Мюнхен 1860». Відіграв за клуб з Мюнхена наступні п'ять сезонів своєї ігрової кар'єри. Більшість часу, проведеного у складі «Мюнхена 1860», був основним гравцем захисту команди і у сезоні 1965/66 додав до переліку своїх трофеїв титул чемпіона Німеччини.
Згодом з 1969 по 1971 рік грав у складі західноберлінської «Герти». 1971 року Патцке став одним з головних учасників скандалу з договірними матчами у Бундеслізі і був дискваліфікований на 10 років. Оскільки Південноафриканська федерація була виключена з ФІФА через апартеїд, заборона не розповсюджувалась на участь у чемпіонаті ПАР. Тому Патцке разом з іншими одноклубниками, що також не мали можливості грати у лігах під управлінням ФІФА — Вольфганом Гаєром, Петером Ендерсом і Гансом-Юргеном Сперлічем — перейшов у південноафриканський «Дурбан Сіті». Потім він перейшов до клубу «Гелленік» з Кейптауна, де також грав із іншими дискваліфікованими гравцями «Герти» — Юргеном Вебером, Арно Штефенгагеном, Фолькмаром Гроссом і Вольфгангом Гаєром.
26 листопада 1973 року Патцке був помилуваний і повернувся в «Мюнхен 1860», за який після цього відіграв ще 11 матчів у другому дивізіоні, після чого завершив професійну ігрову кар'єру.

## Виступи за збірну
13 березня 1965 року дебютував в офіційних матчах у складі національної збірної Німеччини в товариській грі проти Італії (1:1), а вже наступного року поїхав на чемпіонат світу 1966 року в Англії, де разом з командою здобув «срібло». Незважаючи на те, що Бернд так жодного разу і не з'явився на полі у тому турнірі, він разом із усіма іншими гравцями команди за цей успіх був нагороджений Срібним лавровим листом, найвищою спортивною нагородою країни.
Через чотири роки поїхав з командою на наступний чемпіонат світу 1970 року у Мексиці, на якому команда здобула бронзові нагороди, а сам Патцке зіграв у трьох матчах.
Всього протягом кар'єри у національній команді, яка тривала до 1971 року, провів у формі головної команди країни 24 матчі.

## Кар'єра тренера
Розпочав тренерську кар'єру відразу ж по завершенні кар'єри гравця, 1974 року, очоливши тренерський штаб клубу «ЕСВ Інгольштадт», а згодом працював з командою «Пірмазенс».
У вересні 1983 року став головним тренером команди «Мюнхен 1860», з якою виграв Баварську лігу, але програв плей-оф і не зумів вийти до другого дивізіону.
Згодом протягом 1990—1992 років очолював тренерський штаб збірної Оману.
Останнім місцем тренерської роботи був клуб «Теніс Боруссія», головним тренером якого Бернд Патцке був протягом 1993 року.

## Титули і досягнення
- Чемпіон Бельгії (1):

«Стандард» (Льєж): 1962–63
- Чемпіон Німеччини (1):

«Мюнхен 1860»: 1965–66
- Віце-чемпіон світу: 1966
- Бронзовий призер чемпіонату світу: 1970